# Sonic Wings Special
Sonic Wings Special (ソニックウイングス スペシャル Sonikku Uingusu Supesharu?) es un shooter de desplazamiento vertical de 1996 que combina las características de Sonic Wings, Sonic Wings 2 y Sonic Wings 3. Fue porteado a arcade como Sonic Wings Limited. Se ejecuta en una placa Sony ZN-1 JAMMA.

## Jugabilidad

### Luchadores
Hay 7 equipos, 14 pilotos y 26 cazas en este juego, y cada equipo consta de 2 miembros y una opción de 2 cazas por piloto, excepto el equipo secreto, que tiene 1 caza por piloto.
Una vez que un jugador ha elegido un equipo, el otro jugador solo puede elegir un piloto y un luchador del equipo respectivo.
| Equipo | Piloto                      | Luchador normal               | Luchador secreto     |
| ------ | --------------------------- | ----------------------------- | -------------------- |
| EE.UU. | Blaster Keaton/Mecha-Keaton | F117 Sea Hawk                 | F4-U Corsair         |
| EE.UU. | Captain Silver              | A-10 Thunderbolt II           | P-61 Black Widow     |
| Japón  | Hien                        | FS-X                          | Gekkou               |
| Japón  | Mao Mao                     | F-15                          | Seiran               |
| Rusia  | Volk                        | Ka-50 Hokum                   | Mig 3                |
| Rusia  | Chaika & Pooshika           | IL-102                        | IL-2 Stormovik       |
| Suecia | Kowful the Viking           | AJ-37 Viggen                  | Ju 87G Stuka         |
| Suecia | T.B. A-10                   | F-104 Star Fighter            | B-239 Buffalo        |
| P.K.F. | Whity                       | YF-23                         | Hs129                |
| P.K.F. | Lord River N. White         | AV-8 Harrier II Plus          | Boulton Paul Defiant |
| NATO   | Anjera                      | Rafale M                      | Dowoitine D520       |
| NATO   | Ellen & Cincia              | F-14 Tomcat                   | Sword Fish           |
| Secret | Kotomi                      | Aka-Usagi                     | -                    |
| Secret | The Man                     | Lamborghini Diablo (Diabloon) | -                    |

El luchador secreto de un piloto se desbloquea al completar el juego con el piloto elegido.
Los equipos secretos y de la OTAN se desbloquean al desbloquear todos los luchadores secretos en los equipos Estados Unidos, Japón, Rusia, Suecia y P.K.F.

### Etapas
Hay 17 etapas en este juego, pero solo se pueden jugar 9 a la vez. Después de completar la etapa 1, se eligen al azar 3 etapas de 5. El juego incluye un sistema de ramificación que permite a los jugadores elegir 1 de 2 ramas después de completar las etapas 5, 7 u 8.
Si se elige un luchador secreto, en su lugar aparecen versiones alternativas de las etapas.

## Versión PlayStation
Permite guardar el juego más de una vez por ronda, mientras que la versión PAL no admite la Tarjeta de memoria PS1 en absoluto.

## Versión Arcade
Hay 6 equipos, 12 pilotos y 12 cazas en esta versión. Hay 10 etapas, pero solo se pueden jugar 7 por juego. Después de completar la Etapa 4, las Etapas 5 y 6 se eligen según el desempeño del jugador. Después de completar la Etapa 6, una de Lucha en Órbita, Otra Dimensión o Marte se convierte en la Etapa 7, dependiendo del desempeño del jugador. En Fight in Orbit, Another Dimension, 1 de 2 jefes finales diferentes aparecen al final. Si se pierden todas las vidas en la Etapa 7, continuar hace que el juego comience al comienzo de una etapa. Si uno de los cinco jefes de la última etapa no es derrotado antes de escapar, se muestra un final de falla específico del jefe. Se muestra un final específico del personaje si el jefe final de la Etapa 7 es derrotado, y se muestra un final específico de la etapa. Después de que se revela un elemento, el valor en puntos del elemento aumenta cuanto más tiempo permanece en la pantalla. El valor de los puntos progresa en la secuencia de 100, 200, 500, 1000, 2000, 4000 y 10000 puntos (máximo).